# Вануа Леву
Вануа Леву је једно од два највећа острва Фиџија. На њему живи око 130.000 становника. Највећи градови су Лабаса на северу и Савусаву на југу острва.
Површина острва износи 5.587 km². Дугачко је 180 km, а широко до 50 km. Окружено је коралним гребеновима. Највиши врх је Маунт Батини (1.111 m). Планински венци се пружају уз јужну обалу, тако да је она влажнија, док је север острва сувљи, ван домашаја влажних ваздушних маса. Острво има велики број река. Лабаса, Ваилеву и Кава формирају заједничку делту.